# Antoine d'Arenberg
Pour les autres membres de la famille, voir Maison d'Arenberg.
Antoine d'Arenberg, puis père Charles (21 février 1593 - Bruxelles 5 juin 1669 - Bruxelles), prince d'Arenberg, comte de Seneghem, est un moine capucin, architecte, astronome et biographe du XVIIe siècle.

## Biographie
Cinquième fils de Charles de Ligne (1550-1616), prince d'Arenberg, duc de Croÿ, seigneur d'Aerschot et comte d'Arenberg et de Anne-Isabelle de Croÿ (1563-1635), Antoine d'Arenberg était
favorisé de tous les avantages de la naissance, de la richesse et de l’intelligence, mais il renonça au monde, où il portait le titre de comte de Seneghem, et prit, à Louvain, le 4 mars 1616, l’humble habit de capucin. Selon l’usage reçu dans tous les ordres religieux, il abandonna alors son prénom d’Antoine, qu’on lui avait donné au baptême, et le remplaça par celui de Charles.
Élevé à la prêtrise et devenu l’un des membres les plus zélés de l’ordre, le père d’Arenberg, oubliant la grande existence qui lui était destinée, se voua, avec autant d’abnégation que d’ardeur, à la pratique de toutes les vertus chrétiennes. Il consacra à l’étude tous les instants qui n’étaient pas absorbés par les devoirs de la vie religieuse, et acquit bientôt une connaissance approfondie de la théologie et des saintes Écritures. Sa science, sa charité, sa prudence dans les circonstances difficiles résultant des troubles de l’époque, sa vie modeste et vraiment apostolique, lui valurent l’estime et la confiance de ses confrères. Ils le chargèrent successivement des fonctions de gardien, de provincial, de définiteur et de commissaire général de leur institut dans les Pays-Bas espagnols. Les archiducs Albert et Isabelle, qui l’honoraient d’une amitié constante, lui offrirent un siège épiscopal, et le pape Innocent X se montra disposé à y ajouter la pourpre romaine ; mais toutes les instances furent inutiles pour le faire sortir de l’humble condition où il s’était volontairement placé.
Lorsqu'il eut entré dans les ordres, un inventaire des meubles qu'il délaissait fut dressé. Dans cet inventaire figure "une charte de la terre de Nœufchasteau faicte a l'huille sur de la toille. Une aultre de Nœufchasteau faicte a la plume avec ses couleurs." Il semblerait, d'après P. Hannick et Jean-Marie Duvosquel, que la carte en couleur sur papier était le document de base qui servit à peindre la Carte d'Arenberg de la prévôté de Neufchâteau en 1609.
À des connaissances théologiques très-étendues, le père d’Arenberg joignait une éloquence peu commune. Il en donna une preuve éclatante en 1624. Isabelle étant devenue, en 1622, à la suite du décès de l’archiduc Albert, gouvernante générale des Pays-Bas pour le roi Philippe IV d'Espagne, avait fait instituer, dans la chapelle de la cour, une retraite annuelle de quarante heures, pour appeler les bénédictions du ciel sur les provinces restées fidèles. Cette retraite s’ouvrit le dimanche des Rameaux 1623, et un capucin italien, Hyacinthe de Casali, l’inaugura par un discours espagnol surchargé de citations latines. Attendant probablement plus d’effet de ses gestes que de sa parole, ce prêtre fougueux se fustigea rudement à toutes les pauses, et, arrivé à la péroraison, il s’enfonça sur la tête une couronne d’épines, avec tant de violence que sa figure fut aussitôt inondée de sang. Les Espagnols attachés à la cour furent profondément émus ; mais tous les Belges présents au sermon manifestèrent une désapprobation tellement vive que l’infante se crut obligée de remplacer, l’année suivante, le prédicateur italien par le père d’Arenberg. Celui-ci s’acquitta de sa tâche avec un succès extraordinaire. Par son esprit élevé, par sa piété sincère mais exempte d’exagération, par son éloquence douce et persuasive, il sut toucher tous les cœurs. La chapelle de la cour fut trop étroite pour contenir les auditeurs d’élite accourus afin de jouir de sa parole, et parmi les assistants les plus assidus on compta le nonce apostolique François de Balneo, l’archevêque de Malines Jacobus Boonen et l’archevêque de Césarée, grand aumônier de la gouvernante.

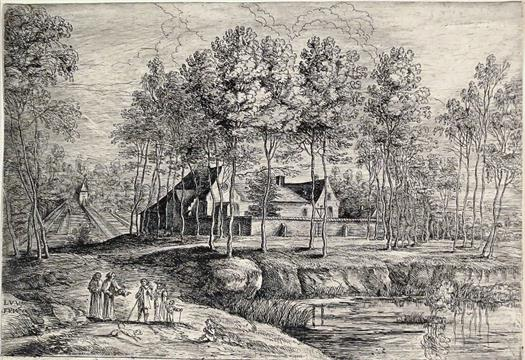
Couvent des Capucins de Tervuren
par Lucas van Uden (1595-1672).
Eau-forte, TC 21,8 x 32 cm

Mais le P. d’Arenberg n’était pas seulement un théologien profond, un administrateur éclairé, un prédicateur éloquent ; il était, de plus, un architecte très-habile. Ayant obtenu d’Isabelle la concession d’un terrain situé à Tervueren, à l’entrée de la forêt de Soignes, il y fit construire un beau monastère sur des plans qu’il avait lui-même dressés, et il entoura cette maison de bosquets et d’étangs qui, au dire de Paquot, en firent un ermitage délicieux. Le couvent, commencé en 1627, était achevé dès l’année suivante. À l’extrémité du jardin se trouvait un petit bâtiment où l’infante, qui savait unir une piété austère aux qualités d’une femme supérieure, venait, tous les ans, pratiquer les exercices de la retraite spirituelle. Elle y couchait sur une natte de jonc, n’ayant d’autre oreiller qu’un gros rouleau de chêne, qu’on y montrait encore à la fin du XVIIIe siècle.
En 1650, le P. d’Arenberg put de nouveau mettre à profit ses connaissances architecturales, en dressant le plan et en dirigeant les travaux de construction de l’église du couvent des Capucins de Bruxelles, édifice pour lequel son frère, le duc Philippe-Charles d'Arenberg, avait donné 30 000 florins et les magistrats de la ville 3 000 patacons. L’archiduc Léopold-Guillaume, gouverneur général des Pays-Bas, posa la première pierre le 20 mars 1651, et Jacques de la Torre, archevêque d'Éphèse et vicaire apostolique de Hollande, la dédia le 14 juillet 1652. Étant à Rome, en 1650, au chapitre général de son ordre, le P. d’Arenberg avait obtenu du pape Innocent X plusieurs corps de martyrs trouvés dans les catacombes. Ces corps, provisoirement déposés à Sainte-Gudule, furent transférés dans le nouveau temple, avec une grande pompe religieuse, le 22 juillet 1652.
Malgré cette vie active et laborieuse, le P. d’Arenberg trouvait, dans sa vigueur intellectuelle et dans son assiduité au travail, le moyen de se livrer à des travaux littéraires, destinés à revendiquer les gloires de son ordre et à répondre aux attaques de ses adversaires. En 1640-1642, il publia à Cologne, chez Constantin Munich, un ouvrage intitulé : Flores Seraphici ex amœnis Annalium hortis admodum R. P. F. Zachariæ Boverii, ordinis FF. minorum S. Francisci capucinorum definitoris generalis, collecti; sive icones, vitæ et gesta virorum illustrium (qui ab anno 1525 usque ad annum 1612, in eodem ordine miraculis ac vitæ sanctitate claruere) compendiose descripta. Auctore R. P. F. Carolo de Arenberg, Bruxellensi, ejusdem ordinis prædicatore : deux tomes en un volume in-8°, dont le premier est consacré aux franciscains qui ont vécu de 1525 à 1580, et le second à ceux qui se sont distingués de 1580 à 1612. Ce livre, que la générosité de la famille de l’auteur orna de magnifiques gravures en taille-douce, fut réimprimé, la même année, à Anvers, et une troisième édition sortit des presses à Milan en 1648. Il fut traduit en espagnol par le P. Antoine d'Arnedo et publié à Madrid au commencement de 1669. Paquot fait observer avec raison que le P. d’Arenberg aurait pu choisir un meilleur guide que Boverius, qui, manquant à peu près complètement de critique historique, à maintes fois reproduit des récits dont l’authenticité était loin d’être démontrée. Deux ans après, il publia à Cologne, chez le même éditeur, un ouvrage portant le titre suivant : Clypeus seraphicus, seu scutum veritatis in defensionem annalium fratrum minorum capucinorum. Au témoignage de Jean de Saint-Antoine (Biblioth. Francis., p. 251), ce livre a paru en 1643. Foppens n’en fait aucune mention, et Paquot, qui n’a pas été plus heureux que nous, dit que le Clypeus seraphicus doit avoir paru en 1650.

Le P. d’Arenberg célébra, en 1667, son jubilé de cinquante années de religion et de prêtrise. Il mourut le 5 juin 1669, au couvent de Bruxelles, où ses cendres furent déposées dans la salle capitulaire, sous une pierre portant cette simple inscription : 

« A. R. P. CAROLUS D’ARENBERG,
BRUXELLENSIS,
JUBILARIUS,
EX-PROVINCIALIS,
DIFFINITOR
ET COMMISSARIUS GENERALIS
† ANNO 1669, 5 JUNII. »

## Publications
Il a publié, sous le nom de Flores Seraphici :
1. Histoire des écrivains de l'ordre des Capucins, depuis 1525 jusqu'en 1580, in-fol., Cologne, 1640 ;
2. Clypeus seraphicus, sive scutum verilatis in defensione ordinis minorum, 1650.